# Clupeoides venulosus
Clupeoides venulosus är en fiskart som beskrevs av Weber och De Beaufort 1912. Clupeoides venulosus ingår i släktet Clupeoides och familjen sillfiskar. Inga underarter finns listade i Catalogue of Life.